# 4명의 암살자
《4명의 암살자》(영어: Four Assassins)는 2013년 공개된 액션 스릴러 영화이다.

## 출연

### 주연
- 미겔 페레
- 윌윤리
- 메르세데스 레나드
- 올리버 윌리엄스

### 조연
- 에밀리 귈롯
- 하야마 히로
- 커트 키시타
- 이네스 라이민스
- 폴 쉬한

## 기타
- 시각효과: 스콧 휠러